# Cosmopterix isoteles
Cosmopterix isoteles là một loài bướm đêm thuộc họ Cosmopterigidae. Loài này có ở Úc.